# Planta termosolar Cerro Dominador
La Planta Solar Cerro Dominador es una central eléctrica de 210 megavatios (MW) de potencia que combina la energía solar concentrada con la energía fotovoltaica. Está localizada en la comuna de María Elena en la región de Antofagasta en Chile, aproximadamente 24 kilómetros (15 mi) al noroeste de Sierra Gorda. El proyecto fue aprobado por el gobierno chileno en 2013 y la construcción estuvo a cargo de Abengoa Solar Chile, una rama de la multinacional Abengoa España. La planta fue inaugurada en junio de 2021.

## Historia
La construcción del proyecto comenzó en mayo del año 2014. El 29 de agosto de 2015, se dio inicio a una huelga de trabajadores, a causa de las pobres condiciones laborales. Por consiguiente Abengoa, paralizó la construcción en enero de 2016, luego de que aproximadamente 1500 trabajadores fueran despedidos del proyecto, dejando solamente al personal de mantenimiento en el sitio de la obra. En ese momento el progreso de la obra llevaba más de 50% de ejecución. En octubre de 2016, EIG Global Energy Partners se convertía en el único dueño del proyecto, después de adquirir la participación de Abengoa, el cual quedó como constructor y socio tecnológico.
En febrero de 2018, luego de completarse la construcción del tramo fotovoltaico de 100 MW por parte de Abengoa, la planta termo solar entró en funcionamiento en su primera fase.
En mayo de 2018, EIG Global Energy Partners termina la financiación de $758 millones y Abengoa se asocia con Acciona para retomar la construcción y ejecutar la segunda fase del tramo de la planta CSP, en junio de 2018. Entre los financiadores del proyecto se encuentran Natixis, Deutsche Bank, Société Générale, ABN AMRO, Banco Santander, Commerzbank y BTG Pactual .
En febrero de 2020 se inicia el proceso de fusión de 45.000 toneladas de sal en la unidad de almacenamiento térmico. La mezcla de sal fue producida por la empresa minera SQM (Sociedad Química y Minera, un proveedor químico chileno de fertilizantes, yodo, litio y químicos industriales).
El receptor solar de 2.300 toneladas fue instalado a finales de febrero de 2020 a una altura de 220 metros en la torre central del complejo, dándole a la torre una altura total de 252 metros. La planta fue sincronizada con la red eléctrica chilena en abril de 2021 e inaugurada el 9 de junio del mismo año.

## Proyecto

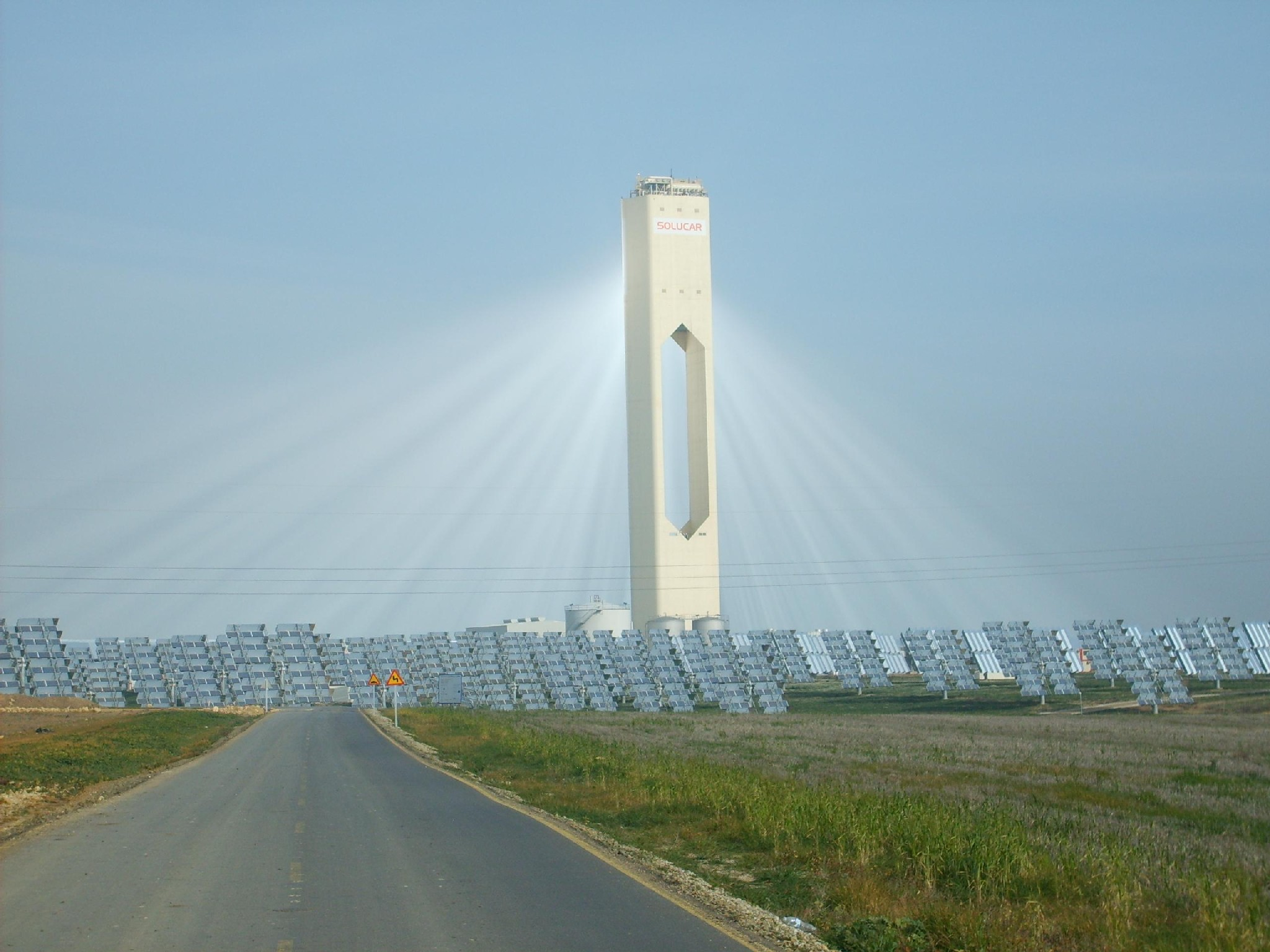
PS10, la primera torre en el mundo explotada comercialmente situada en Andalucía, España

El proyecto de la planta termo solar Cerro Dominador era el de procesar y operar 110 MW energía solar concentrada, almacenada en su totalidad en la región chilena de Antofagasta, ubicada en el Desierto de Atacama, uno de los sitios más secos del mundo y con la radiación solar más alta del planeta. Al término del proyecto, el Cerro Dominador sería la planta de CSP con almacenamiento más grande de Latinoamérica. El área total que cubriria la planta, sería un total de 1484 000 m² (15 970 000 sq ft), con un funcionamiento utilizable del 100% al mediodía de cada jornada.

## Detalles

### Tecnología y proceso generativo
El proyecto Cerro Dominador tendría una torre termosolar de 110 MW. Esta tecnología utiliza una serie de espejos (helióstatos) que colectan los rayos del sol en dos ejes, concentrando la radiación solar en un receptor en la parte superior de la torre, donde el calor se transfiere a las sales fundidas. Los algoritmos de un sistema informático trabajan de forma automatizada, el cual mide la temperatura de cada panel de forma remota. Además, de conocer el punto exacto a partir del cual se puede extraer la máxima potencia de un determinado panel. Es decir, se podrá valorar su condición ideal de funcionamiento en tiempo real y nos permitirá detectar posibles fallas de los paneles solares. Las sales fundidas luego transfieren su calor en un intercambiador de calor hacia un depósito de agua, generando vapor sobrecalentado, que alimenta una turbina que transforma la energía cinética del vapor en energía eléctrica, utilizando el ciclo termodinámico de Rankine. De esta forma, la planta Cerro Dominador sería capaz de generar alrededor de 110 MW de potencia. La planta contaría con un avanzado sistema de almacenamiento que le permitirá generar electricidad hasta por 17,5 horas sin radiación solar directa, lo que le permitiriá proporcionar un suministro eléctrico estable sin interrupciones. El proyecto asegura una venta de hasta 950 GW·h por año. Adicionalmente, la planta cuenta con una subestación y línea de transmisión conectadas al Sistema Eléctrico Nacional.
Con 252 metros, la torre principal es la segunda estructura de mayor altura en Chile después de la Gran Torre Costanera.
La planta tiene una vida útil estimada de 30 a 50 años.

### Financiación
El costo del proyecto iniciado en 2014 se estima en mil millones de dólares. El gobierno chileno, a través de CORFO, proporciona US $ 20 millones de financiamiento y también está prestando el terreno donde se ubica la planta. El gobierno chileno también negoció préstamos del Banco Interamericano de Desarrollo, el Fondo de Tecnología Limpia, el Banco de Crédito para la Reconstrucción o KfW por sus siglas en alemán y también la Unión Europea.
En diciembre de 2019 se firmó un contrato de compra de energía con Empresas Copec, por 5 años a partir de julio de 2020.

### Propósito
El proyecto es parte del programa nacional de energía renovable de Chile, destinado a proporcionar a Chile una energía más limpia, al tiempo que reduce su dependencia de combustibles fósiles como el carbón y el gas natural. Chile se ha fijado el objetivo de producir el 20% de su electricidad a partir de fuentes de energía limpia para el 2025. 
El Cerro Dominador evitará la emisión de aproximadamente 643.000 toneladas de CO2 a la atmósfera cada año. La construcción, operación y mantenimiento de la planta también actuará como catalizador del desarrollo socioeconómico regional, creando una gran cantidad de puestos de trabajo directos e indirectos en la construcción, desarrollo, puesta en marcha y operación de la planta, así como una red de servicios que promoverá crecimiento económico de la región.